# Альфонс Штюбель
Моріц Альфонс Штюбель (нім. Moritz Alphons Stübel, 26 липня 1835, Лейпциг — 10 листопада 1904) — німецький геолог і вулканолог.
Він вивчав хімію і мінералогію в Лейпцизькому університеті. Разом з геологом Вільгальмом Райссом він провів геологічні й вулканологічні дослідження Анд Колумбії і Еквадору, де працював з 1868 по 1874 рік. Після цього самостійно продовжив дослідження в Перу, Бразилії, Уругваї, Аргентині, Чилі і Болівії, повернувшись до Німеччини у 1877 році. Також він проводив астрономічні вимірювання, метеорологічні, етнографічні та археологічні дослідження. Зібраний ним матеріал з останніх дисциплін зараз зберігається у Музеї порівняльних культур у Лейпцизі.

## Вибрані публікації
- Geschichte und Beschreibung der vulkanischen Ausbrüche bei Santorin von der ältesten Zeit bis auf die Gegenwart, (History and Description of Volcanic Eruptions at Santorini from the Earliest Times to the Present), Bassermann, Heidelberg 1868
- Skizzen aus Ecuador, (Sketches from Ecuador), Asher & Co., Berlin 1886
- Die Ruinenstätte von Tiahuanaco im Hochlande des alten Perú, (The Ruins of Tiahuanaco in the Highlands of Ancient Peru)- with Friedrich Max Uhle; Hiersemann, Leipzig 1892
- Die Vulkanberge von Ecuador, (The Volcanic Mountains of Ecuador), Asher & Co., Berlin 1897
- Karte der Vulkanberge Anatisana, Chacana, Sincholagua, Quinlindaña, Cotopaxi, Rumiñahui und Pasocha), (Map of the Volcanic Mountains: Anatisana, Chacana, Sincholagua, Quinlindaña, Cotopaxi, Rumiñahui and Pasocha), Leipzig 1903
- Martinique und St. Vincent, Leipzig 1903
- Rückblick auf die Ausbruchsperiode des Mont Pelé auf Martinique 1902 bis 1903 vom theoretischen Gesichtspunkte, (Looking Back on the Outbreak Period of Mount Pelée in Martinique from 1902 to 1903 from Theoretical Considerations), Leipzig 1904